# Hexatoma (Eriocera) jacobsoni
Hexatoma (Eriocera) jacobsoni is een tweevleugelige uit de familie steltmuggen (Limoniidae). De soort komt voor in het Oriëntaals gebied.